# WORLD (戯曲)
『WORLD』（ワールド）は、株式会社Askのプロデュースによる2013年の日本の舞台。「日本を変える」をキーワードに次々と起こる連続爆弾事件を題材とする。2016年に『WORLD〜beyond the destiny〜』としてリメイクされた。2021年には脚本を大幅改訂した新作の『WORLD〜Change The Sky〜』が公演された。2022年にはその続編として『WORLD ～Run for the Sun～』が公演された。

## 公演日程
初演
- 2013年10月18日 - 10月27日：全14回（シアター1010・東京）

WORLD〜beyond the destiny〜
- 2016年4月23日 - 5月1日：全13回（全労済ホール スペース・ゼロ・東京）

WORLD〜Change The Sky〜
- 2021年6月27日 - 7月4日：全11回（なかのZERO 大ホール・東京）

WORLD〜Run for the Sun〜
- 2022年9月3日 - 9月11日 ：全11回（こくみん共済 coop ホール / スペース・ゼロ・東京）

## キャスト

### 初演
- リュウジ：辻本祐樹
- 飯島くるみ：佐藤亜美菜 (AKB48)
- ケンジ：松尾雄史
- 谷口洋介：岩永洋昭
- 榊陽二郎：中原裕也
- 望月吉信：渡部将之
- 楊潭剥（ヤン・ドンスク）：右近良之
- 門馬渓子：棚橋幸代
- 柳原太三：諒太郎
- 陸小春（リク・シャオチュン）：米沢瑠美
- 飯島楓：早川亜希
- 温水凛太郎：川名浩介
- 八千草穂積：吉田晃太郎
- 呂天明（ロ・ティエミン）：田中しげ美
- 谷口美穂：小峰めぐみ
- 鷺沼順平：苅羽悠
- 池脇利治：湖木信乃介
- 小豆沢美里：篠田力子
- 松山直義：モロ師岡
- 王冨悳（ワン・トミトク）：逸見太郎
- 梶山基喜：鈴木まさゆき
- 柳原正輝：下村尊則
- 平角真吉：野村宏伸
- 張勇冠（チャン・ヨンカン）：大鶴義丹
- 国立周蔵：金山一彦
- うじすけ
- 宮川慶
- 中村卓也
- 福田アキ☆ラ
- 岩崎康幸
- 飯田祐貴
- 小林照平
- 片岡優
- 杉本茜
- 山下龍大
- 小野友花里
- 森本悠加

### WORLD〜beyond the destiny〜
- リュウジ：廣瀬智紀
- ケンジ：河原田巧也
- 飯島くるみ：楠世蓮
- 谷口洋介：谷口賢志
- 望月吉信：平山佳延
- 柳原太三：石渡真修
- 温水凛太郎：田中稔彦
- 鷲沼順平：伊阪達也、
- 池脇利治：山本哲平
- 飯島楓：瀬川ももえ
- 呂天明（ロ・ティエンミン）：中村卓也
- 小豆沢美里：篠田力子
- 榊陽二郎：金子昇
- 平角真吉：藤原習作
- 張勇冠（チャン・ヨンガン）：武智健二
- 梶山基喜：鈴木まさゆき
- 松山直義：山谷勝巳
- 王冨悳（ワン・トミトク）：田中しげ美
- 楊潭剥（ヤン・ドンスク）：右近良之
- 柳原正輝：下村尊則
- 国立周蔵：金山一彦
- 畑中ハル
- 新村享也
- 池田彰夫
- 久松りょうた
- 福久聡吾
- 小林聖尚
- 伊藤菜実子
- 斉藤智美

### WORLD〜Change The Sky〜
- 三上龍司：校條拳太朗
- 相沢顕示：杉江大志
- 飯島久留美：佐々木優佳里(AKB48)
- 浅沼達樹：田中稔彦
- 犬飼猛：小笠原健
- 葛城要人：柏木佑介
- 柳原太三：山木透
- 本宮勇作：伊阪達也
- 池脇利治：武田知大
- 温水凛太郎：川口直人
- 北条幸秀：川名浩介
- 碓氷慶次：國島直希
- 相沢玲香：柴小聖
- 飯島楓：鎌田亜由美
- 影浦志郎：坂元健児
- 馬橋健三郎：水谷あつし
- 平角真吉：藤原習作
- 蜂須賀馨：渡辺慎一郎
- 爪生蒼介：武智健二
- 桜庭恒雄：吉田晃太郎
- 柳原正輝：渡辺裕之
- 国立周蔵：金山一彦
- 及川崇治
- 畑中陽道
- 池田彰夫
- 佐藤佑樹
- 古川貴大
- 塩見奈映
- 太田彩香
- 吉村冴加
- 青木素姫

### WORLD〜Run for the Sun〜
- 三上龍司：校條拳太朗
- 相沢顕示：杉江大志
- 飯島久留美：佐々木優佳里（AKB48）
- 浅沼達樹：田中稔彦
- 犬飼猛：小笠原健
- 天野中雄：フクシノブキ
- 柳原太三：山木透
- 葛城要人：柏木佑介
- 氷川守央：田中尚輝
- 池脇利治：武田知大
- 温水凛太郎：川口直人
- 北条幸秀：川名浩介
- 相沢玲香：柴小聖
- 鹿島武雄：赤石ノブ
- 田島七海：水野花梨
- 田島力：加藤大騎
- 田島美湖：谷口千明
- 馬橋健三郎：水谷あつし
- 香取布津史：鬼束道歩
- 平角真吉：藤原習作
- 伊勢照美：斉藤レイ
- 国立周蔵：金山一彦
- 畑中陽道
- 及川崇治
- 池田彰夫
- 佐藤佑樹
- 桐谷直希
- 岡将士
- 土肥麻衣子
- 塩見奈映

## スタッフ

### 初演
- 脚本・演出：菅野臣太朗
- 音楽：s.i.s
- 音響：門田圭介
- 照明：糸賀大樹（アクア）
- 舞台監督：田中翼
- 美術：佐藤秀憲(STAGEMATES)
- 演出助手：鄭光誠
- 宣伝：Thanks Lab
- 制作：（株）Ａｓｋ、倉重千登世
- 制作協力：和田勝（有）エムズエンタープライズ
- プロデューサー：古河聰（株）Ａｓｋ
- 企画：（株）Ａｓｋ
- 製作：（株）Ａｓｋ

### WORLD〜beyond the destiny〜
- 脚本・演出：菅野臣太朗
- 音楽：s.i.s
- 音響：門田圭介
- 照明：糸賀大樹（アクア）
- 舞台監督：田中翼
- 美術：青木拓也
- 演出助手：高橋優太
- 殺陣：吉田晃太郎
- 衣装：小泉美都・藤林さくら
- ヘアメイク：コウゴトモヨ
- 宣伝美術・写真：MONSTERS.INC.
- 制作：倉重千登世・椎木三奈
- 制作協力：片山依利
- 企画：古河聡
- 製作：（株）Ａｓｋ

### WORLD〜Change The Sky〜
- 脚本・演出：菅野臣太朗
- 音楽：野田浩平
- 舞台監督：田中翼
- 音響：門田圭介
- 照明：糸賀大樹
- 美術：青木拓也
- 衣裳：西田さゆり
- メイク：コウゴトモヨ
- 宣伝美術：細見龍司
- 演出助手：苅羽悠
- 制作：椎木三奈、倉重千登世、亀岡知子
- 後援：TOKYO FM
- 企画：古河聰
- 主催：舞台「WORLD」製作委員会（Ask/サンライズプロモーション東京/ぴあ）

### WORLD〜Run for the Sun〜
- 脚本：菅野臣太朗
- 演出：橋本昭博